# سنگ‌رودپی
سنگرودپی ، روستایی است از توابع بخش بندپی غربی شهرستان بابل در استان مازندران ایران.شامل دو قسمت بالا محله و پایین محله می‌باشد  که رودخانه کوچکی آن‌ها را از هم جدا کرده‌است .دارای یک مدرسه ابتدایی است.

## جمعیت
این روستا در خوش‌رود قرار داشته و براساس آخرین سرشماری مرکز آمار ایران که در سال ۱۳۸۵ صورت گرفته، جمعیت آن ۳۴۱نفر (۸۵خانوار) بوده‌است.